# 熊野英介
熊野 英介 (くまの えいすけ、1956年3月17日 - )は、日本の実業家。兵庫県出身。

## 略歴
- 大阪経済大学卒業[2]。
- 1978年　株式会社ラビアンヌ入社。
- 1979年　スミエイト興産株式会社（現：アミタ株式会社）入社。
- 1987年　同社取締役。
- 1991年　同社専務取締役。
- 1993年　同社代表取締役社長。
- 2009年　公益財団法人信頼資本財団代表理事。
- 2009年　特定非営利活動法人地球デザインスクール理事長。
- 2009年　特定非営利活動法人アースウォッチ・ジャパン理事。
- 2010年　アミタホールディングス株式会社代表取締役会長兼社長。
- 2011年　一般社団法人ソーシャルビジネス・ネットワーク理事。
- 2012年　(株)アミタ持続可能経済研究所代表取締役。
- 2016年　アミタ(株)取締役会長。
- 2021年　アミタホールディングス株式会社代表取締役会長兼 CEO。
- 2021年　一般社団法人ソーシャルビジネス・ネットワーク特別顧問[3]。

## 著書
- 『思考するカンパニー : 欲望の大量生産から利他的モデルへ』幻冬舎